# Стахович, Михаил Александрович (писатель)
Михаи́л Алекса́ндрович Стахо́вич (22 марта [3 апреля] 1820, с. Пальна, Елецкий уезд, Орловская губерния, Российская империя — 26 октября [7 ноября] 1858, там же) — русский писатель, поэт, переводчик, собиратель фольклора, елецкий уездный предводитель дворянства. Вместе с П. Якушкиным и А. Григорьевым принадлежал к т.н. молодой редакции «Москвитянина». Дядя политика М. А. Стаховича.

## Биография
Родился в 1820 году в семье орловских помещиков Стаховичей, в родовом имении в селе Пальна-Михайловка, Елецкого уезда. Его отец, Александр Иванович Стахович (1794—1871) — офицер гвардейской артиллерии и ветеран наполеоновских войн.
После домашнего воспитания был привезён в Москву для приготовления к поступлению в университет и в 1836 году стал своекоштным студентом 1-го курса юридического факультета. Затем перешёл на историко-филологическое отделение философского факультета, которое окончил кандидатом в 1841 году. В 1844 году, после двухлетнего пребывания на родине, на несколько лет уехал за границу, путешествовал по Германии, Италии, Швейцарии, затем вернулся в Россию и поселился в одной из своих деревень. Некоторое время был елецким уездным предводителем дворянства.
Заинтересовавшись народной поэзией и музыкой, стал собирать и записывать образцы народного творчества. В 1854 году издал сборник «Собрание русских народных песен» с собственной аранжировкой (с критическим анализом этой работы выступил в 1855 и 1860 годах Аполлон Григорьев).
Стахович писал также стихотворения: публикации в журналах «Москвитянин» (1855), «Современник» (1855), «Русская беседа» (1856) и переводил иностранных поэтов (Гейне, Гёте и др.); написал воспоминания о П. В. Киреевском и др. Одно из самых известных его произведений — художественные сцены из народной жизни «Ночное».
Стахович задумал сюжет о рысаке по рассказам своего брата Александра, который стал основой повести «Холстомер» Л. Н. Толстого.
В октябре 1858 года 38-летний Михаил Стахович был убит с целью грабежа своими бурмистром и письмоводителем.
Жена (с 13.04.1847, Берлин) — Вильгельмина Вангеман (1823— ?), дочь прусского поданного и берлинского жителя Иоганна Вангельмана от брака его с Генриеттой Паг.

## Произведения
- Поэзия: «12 января 1855 года»[6], «Праздник», «Москва в 1855 году», «Воля», «Дедушкин сад», «Песня к милой» (из Гёте), «Песня», «Песня юности», «Вечерняя песня», «Степи» (1855—1856); повесть в стихах «Былое» (1858)
- «История, этнография и статистика Елецкого уезда»
- «Ночное» (художественные сцены из народной жизни) (1860)
- «Святки» (1860)